# Many Adventures of Winnie the Pooh
Cet article possède un paronyme, voir Les Aventures de Winnie l'ourson.
Many Adventures of Winnie The pooh, ou Pooh's Hunny Hunt au Japon, est une attraction des parcs Disney sur le thème de Winnie l'ourson. Elle est présente en Californie, en Floride, en Chine et au Japon. Cette dernière est beaucoup plus évoluée techniquement que les autres. Elles reprennent toutes la même histoire.

## L'histoire de l'attraction
L'entrée de l'attraction se fait par un livre ouvert avec des images tirées du films ensuite elle se découpe en plusieurs scènes tirées du film Les Aventures de Winnie l'ourson :
- Une journée venteuse (The Blustery Day)
- Le lieu inondé (The Floody Place)
- La forêt de Tigrou (Tigger's Forest)
- La maison de Winnie (Pooh's House)
- Le rêve de Winnie à propos des Efélans et des Woozles (Pooh's fantastic dream about the Heffalumps and Woozles)
- L'anniversaire de Winnie (A birthday party for Pooh!)

Toutes les attractions se finissent juste à côté d'une boutique réservée aux articles sur l'univers de Winnie l'ourson.

## Les attractions

### Magic Kingdom
C'est la première version de l'attraction qui ouvrit en lieu et place de l'attraction précédente Mr. Toad's Wild Ride. Au sein de l'attraction on peut voir une référence à « l'ancien propriétaire des lieux » grâce à un tableau placé sur un mur dans l'arbre de Maître Hibou, montrant ce dernier échangeant le titre de propriété avec Mr. Crapaud. 
Entre 2005 et 2010, se situe alors juste en face un lieu de rencontre avec les personnages et en une aire de jeux pour les enfants sur le thème de la Forêt des rêves bleus. Cet espace était précédemment occupé par le lagon de 20,000 Leagues Under the Sea, inutilisé à partir de 1995, il est comblé fin 2004.
- Ouverture : 5 juin 1999
- Conception : Walt Disney Imagineering
- Type de véhicules : Pots de miel
- Durée : 3 min 08
- Type d'attraction : parcours scénique
- Situation : 28° 25′ 12″ N, 81° 34′ 49″ O
- Attraction précédente :
  - Mr. Toad's Wild Ride 1er octobre 1971 - 7 octobre 1998

### Tokyo Disneyland
L'attraction porte ici le nom de Pooh's Hunny Hunt et débute par un énorme livre que le visiteur traverse dans un pot de miel avant de voir des scènes du dessin-animé. À la différence de ces consœurs, cette version ne possède pas de rail de guidage au sol. Les véhicules sont guidés par un système informatisé. Ce dernier gère les véhicules par groupes de trois et les emmène à un rythme rapide au travers de l'attraction en les faisant tourner, les stoppant ou les faisant se frôler sans jamais se toucher. Ce système utiliserait en partie un système GPS et des détecteurs lasers.
- Nom : Pooh's Hunny Hunt
- Ouverture : 1er septembre 2000[2]
- Conception : Walt Disney Imagineering
- Type de véhicules : Pots de miel
- Capacité des véhicules: 4 à 6 personnes
- Durée : 3 min 08
- Type d'attraction : parcours scénique sans rail de guidage
- Situation : 35° 37′ 50″ N, 139° 52′ 48″ E
- Attraction précédente :
  - gare de Fantasyland du Skyway : 15 avril 1983 - 3 novembre 1998

### Disneyland
Cette version de l'attraction se situe dans le land Critter Country à la différence des autres qui se trouvent à Fantasyland dans les autres parcs. La file d'attente de cette dernière ainsi que ses quais d'embarquement et de débarquement sont découverts et non pas situés à l'intérieur d'un bâtiment. Les véhicules sont en formes de ruches couchées horizontalement avec des petits éléphants-abeilles aux arrières de ces derniers. Ils entrent dans une grange rouge située à droite et ressortent par une autre de la même couleur situé à gauche.
- Ouverture : 11 avril 2003
- Conception : Walt Disney Imagineering
- Type de véhicules : Ruches
- Durée : 3 min 08
- Type d'attraction : parcours scénique
- Situation : 33° 48′ 45″ N, 117° 55′ 23″ O
- Attraction précédente :
  - Country Bear Jamboree 4 mars 1972 - 9 septembre 2001

### Hong Kong Disneyland
- Ouverture : 12 septembre 2005 (avec le parc)
- Conception : Walt Disney Imagineering
- Type de véhicules : Pots de miel
- Durée : 3 min 08
- Type d'attraction : parcours scénique
- Situation : 22° 18′ 47″ N, 114° 02′ 26″ E

### Shanghai Disneyland
Cette attraction bénéficie du système Disney Premier Access
- Ouverture : 16 juin 2016 (avec le parc)
- Conception : Walt Disney Imagineering
- Type de véhicules : Pots de miel
- Type d'attraction : parcours scénique
- Situation : 31° 08′ 53″ N, 121° 39′ 16″ E